# Anatevka

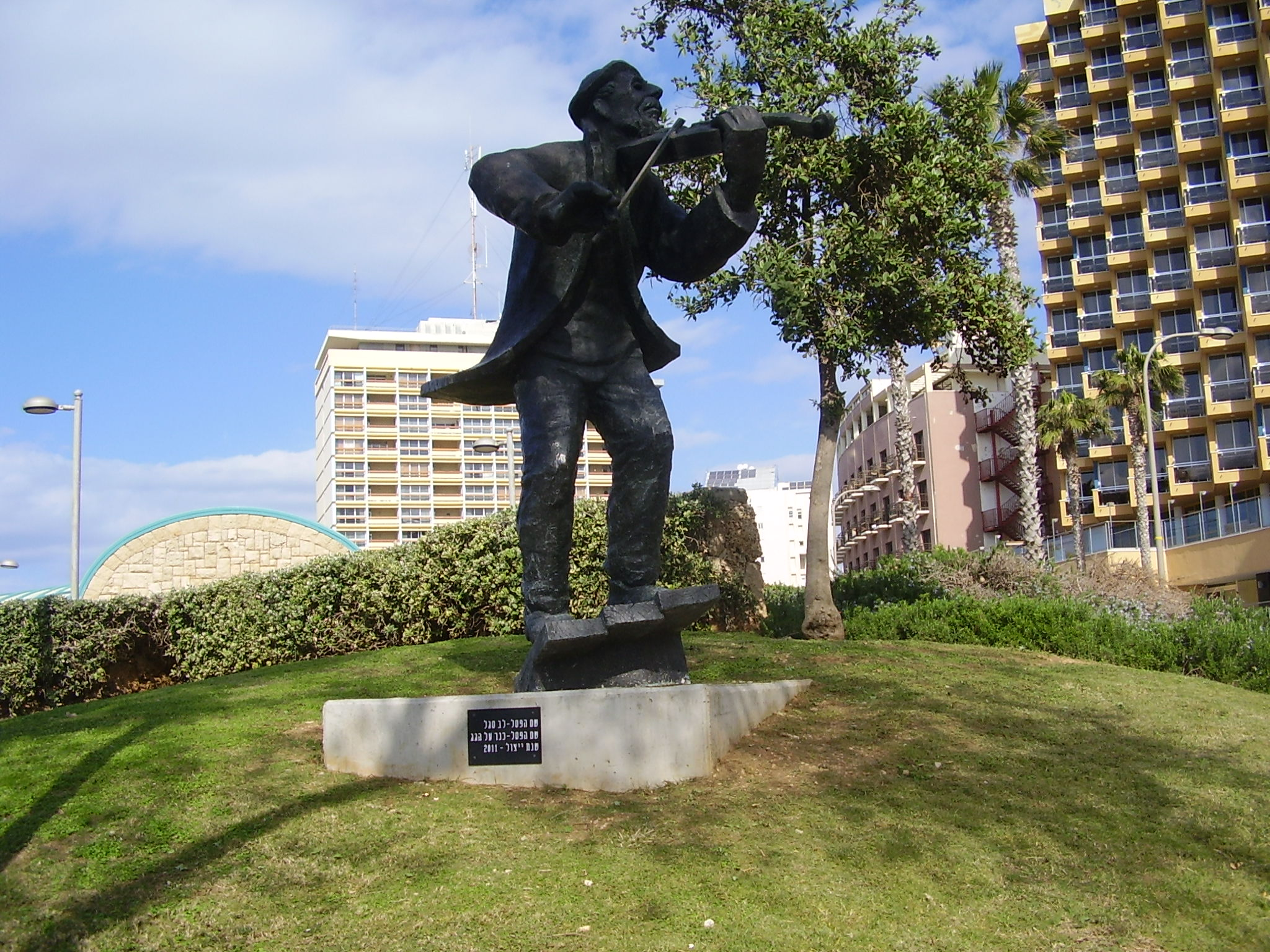
Denkmal Fiddler on the Roof im israelischen Netanja

Anatevka oder Der Fiedler auf dem Dach (engl. Originaltitel Fiddler on the Roof) ist ein Musikalisches Drama in zwei Akten, das 1964 am Broadway uraufgeführt wurde. Mit Musik von Jerry Bock und Texten von Sheldon Harnick basiert es auf der Erzählung von Scholem Alejchem und der dramatischen Adaption von Joseph Stein. 
Die Geschichte entfaltet sich im fiktiven russischen Dorf Anatevka zu Beginn des 20. Jahrhunderts und folgt dem Leben des jüdischen Milchmanns Tevje und seiner Familie, die sich mit den Herausforderungen des Wandels, der Tradition und des Überlebens auseinandersetzen müssen.

## Handlung
Das Musical spielt um 1905 im Ansiedlungsrayon des Russischen Kaiserreichs in dem fiktiven Schtetl Anatevka, wo eine Gemeinschaft polnischer Juden großen Wert auf Tradition legt. Ohne diese Tradition seien die Juden wie ein Fiedler auf dem Dach, so der Milchmann Tevje. Seine drei ältesten Töchter sind im heiratsfähigen Alter und malen sich bei der Hausarbeit ihren Traummann aus. Doch sie wissen, dass sie traditionell nur jenem anvertraut werden, den Jente, die Heiratsvermittlerin (Schadchen), für sie wählt. Tevje träumt von einem kleinen Vermögen (Lied Wenn ich einmal reich wär) und verspricht dem wohlhabenden Fleischer Lazar Wolf auf dessen Heiratsgesuch und Jentes Empfehlung seine älteste Tochter Zeitel. Doch sie liebt den armen Schneider Mottel Kamzoil, mit dem sie sich heimlich schon vor mehr als einem Jahr verlobt hat. Aufgrund seiner Armut zögert Mottel, bei Tevje um die Hand seiner Tochter anzuhalten, auch wenn diese ihn immer dringender dazu drängt. Seitdem die Heiratsvermittlerin ihre Mutter besucht hat, ist sie sich sicher, dass diese vorhat, sie zeitnah mit jemand anderem zu verloben.
Es drohen Vertreibung und ein Pogrom durch die Russen, doch Tevje bewahrt sich seinen Lebensmut und Humor.
Tevjes zweitälteste Tochter Hodel hegt Gefühle für den jüdischen Studenten Perchik aus Kiew, den sie als Hauslehrer kennt, und lässt sich von seiner arglosen, unkonventionellen Art zum Bruch mit der Tradition verführen: Sie tanzen.
Tevje hadert indes mit dem Heiratswunsch seiner ältesten Tochter, wägt in hintergründigen Monologen das Für und Wider ab und willigt schließlich ein. Noch während die Frischverlobten sich freuen und Mottel das geschehene Wunder besingt, erschrickt Tevje: Wie soll er seiner Golde erklären, dass ihre Tochter nun an Stelle des wohlhabenden Lazar Wolf einen armen Schneider ehelichen wird? Zum Glück kennt er seine Frau nach 25 Jahren gut, und ersinnt einen Plan, um sie von Mottels Tauglichkeit zu überzeugen. In der folgenden Nacht simuliert er einen (Alb-)Traum, von dem er ihr nach dem Aufwachen berichtet. Er erzählt, ihm sei im Schlaf Goldes verstorbene Großmutter Zeitel erschienen. Diese hätte mehrfach und felsenfest überzeugt Mottel Kamzoil als Bräutigam für die junge Zeitel angepriesen. Zudem hätte Lazar Wolfs erste (ebenfalls verstorbene) Frau, Fruma-Sarah, ihre mörderische Rache angekündigt, sollte Zeitel es wagen, ihren Lazar zu ehelichen. Nach einigem Hin- und Her ist letztendlich auch Golde überzeugt, dass Mottel der beste Bräutigam für ihre Tochter ist. Die Ehe ist beschlossen. Bei der Hochzeitszeremonie sinnieren die Eltern der Neuvermählten darüber, wie die Zeit vergeht. Anschließend gelingt es Perchik bei der Hochzeitsfeier, die Gäste im Tanz mitzureißen, was einen erneuten Bruch ihrer Tradition bedeutet. Die Kaiserlich Russische Armee tritt plötzlich auf und demonstriert ihre Macht im Auftrag des Zaren: Tische werden umgeworfen, Hochzeitsgäste verletzt. Tevje bedauert diese Mitgift zur Hochzeit seiner Tochter, bewahrt sich dennoch weiter seinen Lebensmut und Humor. Hodel und Perchik beichten ihm nun ihre Heiratspläne; sie versprechen sich nach dem unkonventionellen Zustandekommen der Ehe von Hodels älterer Schwester auch die Zustimmung Tevjes. Doch ihr Vater hadert wieder wegen der Tradition, wägt erneut in hintergründigen Monologen das Für und Wider ab und willigt wieder schließlich ein. Es seien heute andere Zeiten, ganz andere Zeiten. Verwirrt von der hohen Bedeutung der Liebe bei den Kindern – ein Wort, das er in treuer Erfüllung seiner ehelichen Pflichten nie beleuchtete – lädt er seine Golde ein, darüber nachzusinnen, was sie für ihn empfindet, und ob dies Liebe sei. Sie erkennt, dass es nach 25 Jahren gemeinsamen Lebens wohl Liebe sein muss.
Im Schtetl verbreitet sich die Nachricht, dass Perchik von den Russen zu Unrecht verhaftet, vorverurteilt und nach Sibirien verbannt wurde. Schweren Herzens lässt Tevje seine zweite Tochter Hodel ziehen, die in dieser schweren Zeit bei ihrem Verlobten sein will.
Als Tevje erfährt, dass seine drittälteste Tochter Chava heimlich den jungen Russen und Christen Fedja gegen seinen ausdrücklichen Willen geheiratet hat, zerreißt es ihm das Herz. Er verstößt sie. Ein restriktiver Erlass aus St. Petersburg sowie administrativer Druck führen dann zum Zwangsverkauf sämtlicher Häuser im Schtetl. Alle Juden müssen binnen drei Tagen Anatevka verlassen.
Es kommt zur Massenauswanderung in die USA und in dieser politisch angespannten Situation zu Tevjes Aussöhnung mit Chava, die mit Fedja nach Krakau zieht. Ein Fiedler spielt auf dem Dach.

## Gestaltung

### Musik
Musikalisch zeigt sich das Musical in verschiedenen Facetten: ausgelassene Tanzmusik wie in „Zum Wohl!“, berührende Momente der Innerlichkeit wie in „Kleiner Spatz, kleine Chavaleh“, rituelle Musik, Melodramen usw. Die relativ große Orchesterbesetzung ermöglicht die Mischung ganz verschiedener Klangfarben: den klassischen Broadway-Sound bedienen Songs wie „Jente, o Jente“ oder „Nun hab ich, was ich will“. Anklänge an jüdische Musik finden sich eher in den Nummern der älteren Generation, z. B. in Tevjes „Wenn ich einmal reich wär“, wo sich Koloraturen auf sinnfreie Silben finden, die auf chassidische Musik verweisen.
| Tradition                      | Tevje besingt die Tradition und stellt die jüdische Gemeinschaft von Anatevka vor. Auch die feststehenden Rollen innerhalb der Familie und deren Aufgaben werden erläutert. |
| Jente, o Jente                 | Zeitel, Hodel und Chava stellen sich vor, wie Jente, die Heiratsvermittlerin, ihnen einen Mann vermittelt. Am Ende des Liedes sind sie sich jedoch einig, dass diese sich mit dem Vermitteln noch etwas Zeit lassen kann.                                                       |
| Wenn ich einmal reich wär      | Tevje singt, wie schön es wäre, ein reicher Mann zu sein. Dies ist der wohl bekannteste Song des Musicals. |
| Schabbat-Gebet                 | Gesungenes Schabbat-Gebet. |
| Zum Wohl!                      | Lazar Wolf und Tevje feiern ihre Übereinkunft, dass Lazar Wolf Tevjes Tochter Zeitel heiraten soll. In der Mitte des Liedes unterbricht eine Gruppe Russen das ausgelassene Feiern, um auf für sie traditionelle Weise Gesundheit und Glück zu wünschen.                        |
| Wunder, ein Wunder             | Mottel freut sich über Tevjes Zusage, er dürfe Zeitel nun doch heiraten, und betrachtet sie als ein Wunder. Dabei zieht er mehrere Vergleiche zu biblischen Wundern, unter anderem der Teilung des Roten Meers und Davids Sieg über Goliath.                                    |
| Tevje’s Traum                  | Durch einen (erfundenen) Traum überzeugt Tevje seine Frau Golde, dass Mottel der richtige Mann für Zeitel ist. |
| Jahre kommen, Jahre gehen      | Bei der Hochzeit sinnieren Tevje und Golde darüber, dass ihre Kinder erwachsen werden. |
| Nun hab’ ich, was ich will     | Perchik freut sich, dass Hodel ihn liebt. Dabei geht er auf seine kritische Einstellung dem Reichtum gegenüber ein, und erklärt, dass er mit Hodel an seiner Seite nun erkennt, wie reich er durch sie bereits ist.                                                             |
| Ist es Liebe?                  | Tevje fragt Golde, ob sie ihn liebt. Die beiden hatten vor 25 Jahren aus Gründen der Tradition geheiratet und sich vorher nicht gekannt. Sie sagt ihm, sie liebe ihn. |
| Das Gerücht                    | Ein Gerücht macht die Runde, dass Perchik verhaftet worden sei, und verändert sich bei jedem Weitererzählen. |
| Abschied vom Elternhaus        | Hodel verabschiedet sich von ihrem Vater Tevje, um zu ihrem Verlobten Perchik nach Sibirien zu gehen. Sie bittet ihn, zu verstehen, dass sie ihren Geliebten in dieser schwierigen Zeit unterstützen muss, auch, wenn das Zurücklassen des Elternhauses sie untröstlich stimmt. |
| Kleiner Spatz, kleine Chavaleh | Tevje bringt seinen Schmerz zum Ausdruck, wie sehr er an seiner von ihm verstoßenen Tochter Chava hängt. |
| Anatevka                       | Die jüdischen Bewohner von Anatevka sinnen ihrer Heimat nach, die sie verlassen müssen. |

### Libretto
Das Libretto basiert auf Scholem Alejchems Erzählungenfolge Tewje, der Milchmann (1916). Der Originaltitel Fiddler on the Roof (Ein Fiedler auf dem Dach) bezieht sich auf die Bildkomposition „Der Geiger“ (1912/1913) des französischen Malers polnisch-jüdischer Herkunft Marc Chagall. Der Geiger musizierte in Chagalls Heimatstadt Witebsk an den Knotenpunkten des Lebens (Geburt, Hochzeit, Tod): Für Chagall war er die Verkörperung des Künstlers, dessen Dasein und Lebensform. Der Geiger gehört zu den Motiven, die Chagalls gesamtes Schaffen begleiteten. 1912/1913 wurde dieses Motiv zur titelgebenden Figur und zum Mittelpunkt einer Bildkomposition. Dabei ist die Figur des Pariser „Geigers“ erheblich größer dargestellt als die Häuser und die Kirche, die ihn wie ein Kranz umgeben; und sein Gesicht ist grün, wie das des Geigers im Wandgemälde „Musik“, das Marc Chagall 1920 malte.
Das Besondere dieses Musicals ist der schmale Grat zwischen Spaß und tödlichem Ernst sowie die Verflechtung von privater Geschichte und politischem Hintergrund. Für viele liegt die Qualität des Musicals in der guten Balance beider Aspekte und darin, wie mit den tragischen Ereignissen umgegangen wird: Nicht das Leiden der jüdischen Bevölkerung wird gezeigt, sondern ihre Lebenslust und ihr Überlebenswille. So trifft den Zuschauer das Ende nicht, wenn er sieht, wie sehr die jüdische Bevölkerung leidet, sondern wenn ER leidet, weil die Leichtigkeit verschwunden ist, wenn er fühlt, welcher Verlust es ist, dass diese Menschen, die er in ihren Eigenarten über den Abend so ins Herz geschlossen hat, nicht mehr in Anatevka sind.

## Geschichte

### Entstehung
Nach den Pogromen im Ansiedlungsrayon, besonders aber nach der Vernichtung der polnischen Juden durch den deutschen Nationalsozialismus und der Judenverfolgung unter Stalin, wurde Scholem Alejchems Erzählungenfolge Tewje, der Milchmann (1916) zum Sittenbild des ostjüdischen Schtetl.
Wegen der Fremdheit dieser untergegangenen Welt und wegen der tragischen Aspekte in den Erzählungen schienen diese eigentlich denkbar ungeeignet für ein Musical. Das Broadway-Musical, zuletzt geprägt durch Stücke wie My Fair Lady oder Hello Dolly!, steckte in der ersten Hälfte der 1960er Jahre in einer tiefen Krise. Gerade diese Situation veranlasste Joseph Stein, es mit einem ernsten Sujet zu versuchen. Er hatte seit Mitte der 1950er Jahre Musical-Textbücher verfasst und sollte später das Textbuch zu Zorba schreiben. In einem Broadway-erfahrenen Autorenpaar, dem Liedertexter Sheldon Harnick und dem Komponisten Jerry Bock, fand er gleichgesinnte Mitstreiter. Bock studierte sogar die Klezmer-Musik der jiddischen Musikanten und scherte sich nicht darum, was der Broadway „verlangte“. Harold Prince, Produzent von West Side Story (1957) und Cabaret (1966), übernahm die Produktion; Regie und Choreografie wurden einem berühmten Choreografen ostjüdischer Abstammung übertragen, der seinerzeit die Idee zur West Side Story gehabt hatte: Jerome Robbins.
Bei der Uraufführung unter dem Titel Fiddler on the Roof am 22. September 1964 im Imperial Theatre (New York) mit Zero Mostel als Tevje war das Publikum nicht nur begeistert, sondern auch befremdet – mancher erfuhr zum ersten Mal von der ostjüdischen Welt und von Pogromen. Nur ein Kritiker spendete ungeteilten Beifall. Aber bald „regnete“ es Preise auf Stück und Darsteller – kein anderes Musical konnte so viele auf sich vereinen.

### Rezeption
Nach der Uraufführung und dutzend weiteren Aufführungen im New Yorker Imperial Theatre wechselte die Produktion 1967 ins benachbarte Majestic Theatre sowie 1970 ins The Broadway Theatre. In acht Jahren verbrauchte sie als erstes Broadway-Musical sieben Hauptdarsteller und brachte es auf 3.242 Vorstellungen. Dies war ein neuer Rekord.
Die europäische Erstaufführung fand am 21. Dezember 1966 in den Niederlanden unter dem abgewandelten Titel Anatevka statt. Nur einen Monat später, am 16. Februar 1967, folgte die britische Uraufführung am Her Majesty’s Theatre in London mit Chaim Topol als Tevje. Das Musical wurde in beiden Ländern ein großer Erfolg. Die deutsche Erstaufführung übernahm den Titel Anatevka. Rolf Merz und Gerhard Merz-Hagen übersetzten das Buch von Joseph Stein und die Liedertexte von Sheldon Harnick ins Deutsche. Am 1. Februar 1968 kam das Musical im Hamburger Operettenhaus dem deutschsprachigen Publikum erstmals zu Gehör. Shmuel Rodensky wurde als Inkarnation des Tevje berühmt. Das Musical war inzwischen ein solcher Publikumsmagnet, dass das Pariser Théâtre Marigny ein Jahr später mit der französischen Uraufführung unter dem Titel Un violon sur le toit (Ein Fiedler auf dem Dach) nachzog. In der Rolle des Tevje feierte dabei Ivan Rebroff sein Debüt.
In der DDR durfte das Musical nur an der Komischen Oper Berlin gespielt werden. Dort kam es in der legendären Inszenierung Walter Felsensteins am 23. Januar 1971 heraus, mit Rudolf Asmus in der Rolle des Tevje. Es erlebte dort mehr als 500 Vorstellungen, wurde von mehr als einer halben Million Menschen gesehen und erst im Sommer 1988 abgesetzt. Aufmerksamkeit erregte zuletzt die Inszenierung von Ewa Teilmans am Theater Aachen 2016, deren Bühnenbild des Kölner Ausstatters Andreas Becker direkte Bezüge zur Flüchtlingssituation und den Kämpfen um Aleppo herstellte.
Schließlich verfilmte 1971 der kanadische Regisseur Norman Jewison das Musical unter dem Titel Fiddler on the Roof mit Chaim Topol in der Hauptrolle. Sein Film wurde 1972 in acht Kategorien für den Oscar nominiert und gewann drei Oscars, siehe Anatevka. Das Musical war ein Experiment, den stereotypen Shows etwas Neues entgegenzusetzen; „Anatevka“ gehört bis heute zu den meistgespielten Musicals.
2014 wurde für die Juden, welche vor dem russisch-ukrainischen Krieg im Osten der Ukraine flüchteten, eine halbe Stunde von Kiew entfernt das Dorf Anatewka gegründet. Nach dem russischen Überfall auf die Gesamtukraine 2022 dienten die Gebäude als Auffangstation.

## Auszeichnungen
Die Broadway-Produktion gewann 1965 neun Tony Awards in den Kategorien:
- Bestes Musical
- Beste Originalmusik (Best Original Score): Jerry Bock und Sheldon Harnick
- Bester Hauptdarsteller: Zero Mostel
- Beste Nebendarstellerin: Maria Karnilova
- Bestes Buch: Joseph Stein
- Beste Produktion: Harold Prince
- Beste Regie: Jerome Robbins
- Beste Choreografie: Jerome Robbins
- Beste Kostüme: Patricia Zipprodt

1972 erhielt dieselbe Produktion einen Special Tony Award für die (bis dahin) längste Laufzeit in der Broadway-Geschichte.

## Aufnahmen / Diskografie
- Original Broadway Cast Recording Fiddler on the Roof mit Mostel, Karnilova, Arthur, Convy, Chor & Orchester des Broadway Theatre, Leitung: XX, Dauer: ca. 75 min, LP Sony Music 1964
- Dalibar Brazda (Dirigent): Deutsche Originalaufnahme Anatevka. Der Welterfolg des Musicals „Fiddler on the Roof“ in deutscher Premieren-Besetzung mit Rodensky, Maar, Kiesewetter, Jedamzik, Towska, Arndt, Dubrow, Hachfeld, Grüters, Lorenz, Drescher, Uhland, dem Großes Musical-Orchester & Chor des Operettenhauses Hamburg, LP (ca. 47 min) Decca, 1968 (als CD wiederveröffentlicht am 26. September 1988)
- Stanley Black (Dirigent): Fiddler on the Roof mit Merill, Picon, London Festival Orchestra & Chorus, CD Decca, 1996
- Anatevka – Fiddler on the Roof mit Yadin, Dulizkaya, dem Orchester des Theaters an der Wien, Leitung: Johannes Fehring, CD Preiser 1997
- John Williams (Dirigent): Original Motion Picture Soundtrack Recording Fiddler on the roof (The 30th Anniversary Edition edition) mit Topol, Crane, Picon, Glaser, Dauer: 181 min, CD EMI Records 2001
- Norman Jewison (Regisseur): Fiddler on the Roof mit Topol, Crane, Picon, Glaser, Sprache: Deutsch, Englisch (Dolby Digital 5.1), Dauer: 172 min, FSK 12 Jahre, Produktionsjahr 1971, DVD MGM Home Entertainment GmbH (dt.) 2003
- David Levi (Dirigent): Anatevka – Fiddler on the Roof mit Ernst, Schellenberger, Kumberger, Ebner, Graf, Mallé, Bergmann, Belakowitsch, dem Chor & Orchester des Mörbisch Festivals, Dauer: ca. 70 min, CD Oehms Classics 2014
- 2016 Broadway Cast Recording Fiddler on the Roof mit Burstein, Hecht, Dannheisser, Young, Kantor, Wilner, Grupper, Vosk, dem 2016 Broadway Choir & Orchestra, Dauer: ca. 70 min, CD Broadway Records 2016